# نابنط بلانكوي
نابنط بلانكوي (الاسم العلمي:Nepenthes blancoi) هو نوع غير مؤكد من النباتات يتبع جنس النابنط من الفصيلة النابنطية.